# Karl-Josef Assenmacher
Karl-Josef Assenmacher (Hürth, 1947. május 30. –) német nemzetközi labdarúgó-játékvezető.

## Pályafutása

### Asztaliteniszezőként
A Federal Armed Forces JTTC Hochneukirch egyesületben asztaliteniszezik.
- 2003-ban és 2008-ban aranyérmes senior bajnok lett.

### Labdarúgó-játékvezetőként

#### Nemzeti játékvezetés
Ellenőreinek, sportvezetőinek javaslatára 1976-1974 között a 2. Bundesliga játékvezetője. 1978-ban minősítették aBundesliga játékvezetőjének. Az aktív nemzetközi játékvezetéstől 1994-ben vonult vissza. Második ligás mérkőzéseinek száma: 99. Első ligás mérkőzéseinek száma: 153.

#### Nemzeti kupamérkőzések
Vezetett Kupa-döntők száma: 1.

##### Német-szuperkupa
| Időpont          | Helyszín                     | Mérkőzés típusa | Mérkőzés                             | Eredmény | Nézők száma |
| ---------------- | ---------------------------- | --------------- | ------------------------------------ | -------- | ----------- |
| 1988. július 20. | Commerzbank-Arena, Frankfurt | döntő           | SV Werder Bremen–Eintracht Frankfurt | 2 – 0    | 20 500      |

### Nemzetközi játékvezetés
A Német labdarúgó-szövetség (DFB) Játékvezető Bizottsága (JB) terjesztette fel nemzetközi játékvezetőnek, a Nemzetközi Labdarúgó-szövetség (FIFA) 1983-tól tartotta nyilván bírói keretében. A FIFA JB központi nyelvei közül a németet beszéli. Több nemzetek közötti válogatott- és klubmérkőzést vezetett, vagy működő társának partbíróként segített. A német nemzetközi játékvezetők rangsorában, a világbajnokság-Európa-bajnokság sorrendjében többedmagával a 19. helyet foglalja el 6 találkozó szolgálatával. Vezetett 12 A minősítésű válogatott találkozót. Irányítása alatt 18 európai kupamérkőzés került lebonyolításra. Az aktív nemzetközi játékvezetéstől 1993-ban búcsúzott.

#### Világbajnokság
A világbajnoki döntőhöz vezető úton Mexikóba a XIII., az 1986-os labdarúgó-világbajnokságra és Egyesült Államokba a XV., az 1994-es labdarúgó-világbajnokságra a FIFA JB játékvezetőként alkalmazta.

##### 1986-os labdarúgó-világbajnokság

###### Selejtező mérkőzés
| Időpont         | Helyszín             | Mérkőzés típusa           | Mérkőzés               | Eredmény | Nézők száma |
| --------------- | -------------------- | ------------------------- | ---------------------- | -------- | ----------- |
| 1985. május 14. | Népstadion, Budapest | előselejtező (5. csoport) | Magyarország–Hollandia | 0 : 1    | 83 000      |

##### 1986-os labdarúgó-világbajnokság

###### Selejtező mérkőzés
| Időpont           | Helyszín                      | Mérkőzés típusa           | Mérkőzés           | Eredmény | Nézők száma |
| ----------------- | ----------------------------- | ------------------------- | ------------------ | -------- | ----------- |
| 1992. május 13.   | Spyridon Louis Stadion, Athén | előselejtező (5. csoport) | Görögország–Izland | 1 : 0    | 2 685       |
| 1993. október 13. | De Kuip Stadion, Rotterdam    | előselejtező (2. csoport) | Hollandia–Anglia   | 2 : 0    | 48 000      |

#### Európa-bajnokság
Az európai-labdarúgó torna döntőjéhez vezető úton Nyugat-Németországba a VIII., az 1988-as labdarúgó-Európa-bajnokság ra az UEFA JB játékvezetőként foglalkoztatta.

##### 1988-as labdarúgó-Európa-bajnokság

###### Selejtező mérkőzés
| Időpont            | Helyszín                       | Mérkőzés típusa           | Mérkőzés             | Eredmény | Nézők száma |
| ------------------ | ------------------------------ | ------------------------- | -------------------- | -------- | ----------- |
| 1991. május 1.     | Vasil Levski Stadion, Szófia   | előselejtező (5. csoport) | Bulgária–Svájc       | 2 : 3    | 55 000      |
| 1991. november 13. | Luigi Ferraris Stadion, Genova | előselejtező (5. csoport) | Olaszország–Norvégia | 1 : 1    | 17 727      |

---
A női európai labdarúgó torna döntőjéhez vezető úton Dánia rendezte az 1991-es női labdarúgó-Európa-bajnokságot, ahol az UEFA JB játékvezetőként foglalkoztatta.

##### 1991-es női labdarúgó-Európa-bajnokság

###### Selejtező mérkőzés
| Időpont            | Helyszín                | Mérkőzés típusa   | Mérkőzés              | Eredmény | Nézők száma |
| ------------------ | ----------------------- | ----------------- | --------------------- | -------- | ----------- |
| 1990. november 25. | Városi Stadion, Budafok | egyik negyeddöntő | Magyarország–Norvégia | 0– 2     | 300         |

#### Nemzetközi kupamérkőzések
Vezetett Kupa-döntők száma: 1.

##### Kupagyőztesek Európa-kupája
| Időpont         | Helyszín                | Mérkőzés típusa | Mérkőzés                  | Eredmény | Nézők száma |
| --------------- | ----------------------- | --------------- | ------------------------- | -------- | ----------- |
| 1993. május 12. | Wembley Stadion, London | döntő           | Parma FC–Royal Antwerp FC | 3 : 1    | 37 393      |

## Sikerei, díjai
- 1993-ban a DFB JB szakmai munkájának elismeréseként az Év Játékvezetője címmel tüntette ki.
- Az IFFHS (International Federation of Football History & Statistics) szerint az év legjobb játékvezetője 1993-as ranglistáján 16 ponttal a 7. helyen, az örökös világranglistán (2010-ben) többedmagával 14 ponttal a 81. helyen szerepel.
- Az IFFHS 1987-2011 évadokról tartott nemzetközi szavazásán 151, játékvezető besorolásával minden idők 90, legjobb bírójának rangsorolta, holtversenyben Helmut Kohl, Michael Riley, Carlos Simon társaságában. A 2008-as szavazáshoz képest 29 pozíciót hátrább lépett.